# Anschläge in Tillabéri 2021
Die Anschläge in Tillabéri 2021 waren zwei Terrorangriffe auf Dörfer im Niger am 2. Januar 2021.

## Hintergrund
Das Land Niger ist verwickelt in den islamistischen Aufstand im Maghreb seit 2002. In den Jahren 2019 und 2020 hatte es bereits mehrere schwere Anschläge gegeben, bisher sind die Anschläge in Tillabéri aber die ersten, bei denen einhundert Menschen ums Leben kamen. Am 12. Dezember 2020 kamen bei einem Anschlag in Toumour 28 Personen ums Leben. Darüber hinaus ist das Land vom Scharia-Konflikt in Nigeria betroffen.

## Hergang
Der Anschlag geschah wenige Tage nach den Parlamentswahlen in Niger 2020 sowie während der Präsidentschaftswahlen in den Dörfern Tchioma Bangou und Zaroumbey Darey nahe der Grenze zu Mali und etwa 120 Kilometer entfernt von Niamey. Die Angreifer, die sich in zwei Gruppen aufgeteilt hatten, gelangten auf Motorrädern zu den nur wenige Kilometer voneinander entfernten Anschlagsorten. Sie erschossen etwa 70 Menschen in Tchioma und 30 in Zaroumbey, darüber hinaus wurden 75 weitere Personen verletzt, die teils in Krankenhäusern in Niamey und Ouallam behandelt wurden.
Am 21. Februar 2021, dem Tag des zweiten Durchgangs der Präsidentschaftswahl, fand in Tillabéri ein weiterer Anschlag statt: Bei der Explosion einer Landmine starben sieben Mitarbeiter der Wahlkommission, drei weitere wurden verwundet.

## Täter
Das Innenministerium Nigers vermutet, dass die Anschläge eine Vergeltungsmaßnahme für die vergangene Tötung zweier Milizionäre durch Dorfbewohner waren. Keine Terrorgruppe übernahm die Verantwortung für den Anschlag, als Urheber werden jedoch Dschihadisten vermutet.

## Anschläge im März
Am 16. März geriet ein Konvoi, der von einem Besuch auf einem Markt in Bani-Bangou zurückkehrte, in einen Hinterhalt. Mehrere Bewaffnete auf Motorrädern eröffneten das Feuer, 58 Menschen starben.
Am 21. März überfielen bewaffnete Kämpfer auf Motorrädern drei Dörfer in der Region Tahoua. Dem möglicherweise tödlichsten Angriff durch Dschihadisten in der nigrischen Geschichte fielen 137 Menschen zum Opfer. Staatspräsident Mohamed Bazoum ordnete eine dreitägige Staatstrauer an.